# I Wanna Hold You
"I Wanna Hold You" (em português:  "Quero Abraçá-la") é uma canção gravada pela banda britânica McFly e lançada como segundo single de seu álbum Wonderland e sétimo single da banda em 17 de outubro de 2005, pela Island Records. A canção, composta por três membros da banda, Tom Fletcher, Danny Jones e Dougie Poynter, debutou na terceira posição da UK Singles Chart, parada oficial de singles do Reino Unido, além da #15 na Irish Singles Chart, da Irlanda.
Foram gravadas duas versões de "I Wanna Hold You". A primeira versão é diferente daquela utilizada no single, que havia sido composta por Tom e Danny; essa foi, mais tarde, re-escrita por Tom e Dougie, sendo creditada aos três. Um dos CDs single lançados da música contém como b-side um cover da banda The Killers, "Mr. Brightside".

## Faixas e formatos
| CD 1 |                    |         |  |
| N.º  | Título             | Duração |  |
| 1.   | "I Wanna Hold You" | 2:59    |  |
| 2.   | "Mr. Brightside"   | 3:37    |  |

| CD 2 |                                       |         |  |
| N.º  | Título                                | Duração |  |
| 1.   | "I Wanna Hold You"                    | 2:59    |  |
| 2.   | "Easy Way Out"                        | 3:04    |  |
| 3.   | "Tom Fletcher Interviews Danny Jones" | 10:16   |  |
| 4.   | "I Wanna Hold You" (instrumental)     | 5:33    |  |

| Download digital |                               |         |  |
| N.º              | Título                        | Duração |  |
| 1.               | "I Wanna Hold You" (ao vivo)  | 3:44    |  |
| 2.               | "I Wanna Hold You" (acústico) | 3:00    |  |

| DVD single |                                 |         |  |
| N.º        | Título                          | Duração |  |
| 1.         | "I Wanna Hold You" (áudio)      | 2:59    |  |
| 2.         | "McFly Mini Movie"              |         |  |
| 3.         | "I Wanna Hold You" (videoclipe) | 2:51    |  |
| 4.         | "Dougie & Harry Tie The Knot"   |         |  |

## Paradas musicais
| Parada (2004)              | Melhor posição |
| -------------------------- | -------------- |
| UK Singles Chart           | 3              |
| Irish Singles Chart        | 15             |
| Billboard European Hot 100 | 12             |

### Paradas de final de ano
| Parada (2005)        | Posição |
| -------------------- | ------- |
| UK Chart of the Year | 130     |